# Operazione Forza Paris
L'operazione Forza Paris è stata un'operazione di polizia condotta dall'Esercito Italiano in Sardegna che ha avuto luogo dal 15 luglio al 22 settembre 1992, con compiti di ordine pubblico.
In occasione del rapimento di Farouk Kassam, durato dal 15 gennaio all'11 luglio 1992, era già stato attuato un tentativo di utilizzare l'esercito per operazioni di ordine pubblico  ma si era trattato più che altro, di un addestramento a pattugliamenti e rastrellamenti in ambienti impervi, possibile rifugio dei fuorilegge.
All'operazione, voluta dal ministro della Difesa Salvo Andò e dal Ministro dell'Interno Vincenzo Scotti, presero parte complessivamente circa 4.000 soldati. 

Il dispiegamento di forze innescò polemiche politiche per il timore che si andasse verso una militarizzazione dell'isola. Pochi giorni dopo l'inizio dell'operazione, in seguito alla strage di via D'Amelio, un'iniziativa analoga fu svolta in Sicilia, ma con maggior dispiego di forze, l'operazione Vespri siciliani.